# Ringvassøya
Ringvassøya is een eiland in de provincie Troms in het noorden van Noorwegen. Het noorden van het eiland is deel van de gemeente Karlsøy, het zuiden van Tromsø. Op het eiland ligt het meer Skogsfjordvatnet, het grootste meer op een eiland in Noorwegen.